# 興利集團
興利集團有限公司，簡稱興利集團（英語：HERALD HOLDINGS LIMITED，港交所：0114），於1969年由張桐森、 Boris Freiman先生，和George Bloch先生創立，名為「興利五金塑膠廠有限公司」。主席為張曾基。
業務在全球經營銷售和生產玩具、家庭用品、電腦製品和時計產品。則在1987年4月28日，透過亞洲置地有限公司換取上市，當時上市前身為「興利科技工業有限公司」。
總部位於香港金鐘道89號力寶中心第2期31樓3110室。

## 連結
- HeraldGroup.com.hk （页面存档备份，存于）